# N875 (België)
De N875 is een gewestweg in de Belgische provincie Luxemburg. Deze weg vormt de verbinding tussen Virton en Saint-Mard nabij de Franse grens, waar de weg verder loopt als de D29b naar Longuyon.
De totale lengte van de N875 bedraagt ongeveer 10 kilometer.

## Plaatsen langs de N875
- Virton
- Saint-Mard

## N875a
De N875a verbindt de N875 met de N811 ten zuiden van Saint-Mard. De totale lengte van de N875a bedraagt ongeveer 600 meter.